# Wilhelm Dingler

Wilhelm Dingler

Wilhelm Dingler (* 20. September 1869 in Calw; † 19. Dezember 1932 ebenda) war ein deutscher Politiker (DNVP, Bauern- und Weingärtnerbund).

## Leben und Wirken
Nach dem Besuch der Volksschule, des Real-Lyzeums und der Handelsschule in Calw trat Dingler 1887 in das Feldartillerie-Regiment 29 in Ludwigsburg ein. 1895 übernahm er das Gut seines Vaters in Calw.
In der Zeit der Weimarer Republik engagierte Dingler sich politisch zunächst in der DNVP, für die er im Mai 1928 Abgeordneter des Reichstages für den Wahlkreis 31 (Württemberg) wurde. 1930 verließ er die DNVP, um sich dem Württembergischen Bauern- und Weingärtnerbund anzuschließen, für den er noch bis zum Juli 1932 im Reichstag saß. Daneben gehörte Dingler von 1920 bis 1932 auch dem württembergischen Landtag als Abgeordneter an.
Dingler war ferner Vizepräsident der württembergischen Landwirtschaftskammer, Mitglied des Forstwissenschaftsrates und stellvertretendes Mitglied des Ausschusses der Verkehrsinteressenten.